# Daugavpils villamosvonal-hálózata
Daugavpils villamosvonal-hálózata (lett nyelven: Tramvaju satiksme Daugavpilī) a lettországi Daugavpils városában található villamosüzem. Összesen 3 vonalból áll, a hálózat teljes hossza 27 km. Jelenlegi üzemeltetője a Daugavpils satiksme .
A vágányok 1524 mm-es nyomtávolságúak, az áramellátás felsővezetékről történik, a feszültség egyenáram. 
A forgalom 1946. november 5-én indult el.

## Útvonalak
| Járat | Megnyitás | Legutolsó bővítés | Útvonal                                              | Megállók száma | Hossz  | Utazási idő |
| ----- | --------- | ----------------- | ---------------------------------------------------- | -------------- | ------ | ----------- |
| 1     | 1946      | 1962              | Butļerova iela ↔ Stacija                             | 19             | 6,8 km | 28 perc     |
| 2     | 1947      |                   | Butļerova iela ↔ Forštadte (Getreidemühle „Dinella“) | 17             | 5,7 km | 23 perc     |
| 3     | 1949      | 1959, 1960, 2020  | Stropi (Stropu ezers) ↔ Cietoksnis                   | 22             |        |             |